# Osborne Reynolds
Osborne Reynolds (23 de agosto de 1842 - 21 de febrero de 1912) fue un científico británico nacido en Irlanda, investigador pionero de la mecánica de fluidos en los campos de la física y la ingeniería. Realizó contribuciones fundamentales sobre la comprensión de la fluidodinámica, y sus estudios de la transferencia de calor entre sólidos y fluidos implicaron mejoras en el diseño de calderas y condensadores. En reconocimiento a sus logros, fue nombrado miembro de la Royal Society. Toda su carrera transcurrió en lo que ahora es la Universidad de Mánchester.

## Semblanza

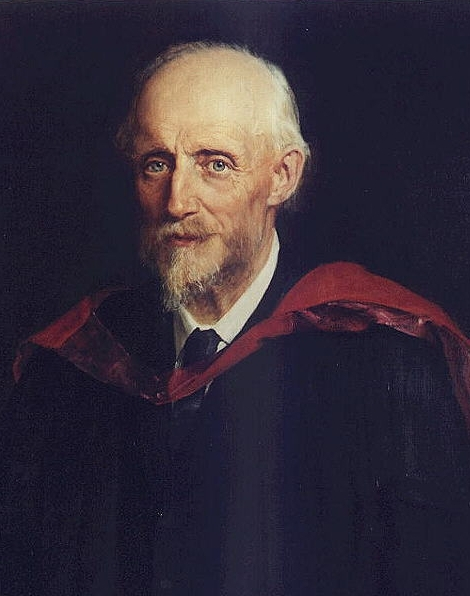
Osborne Reynolds

Osborne Reynolds nació en Belfast y poco después se mudó con sus padres a Dedham (Essex). Su padre trabajaba como director de escuela y clérigo, pero también era un matemático muy capaz, con un gran interés en la mecánica. El padre obtuvo una serie de patentes para mejorar el equipo agrícola y el hijo le atribuye haber sido su principal maestro cuando era niño. Reynolds mostró una temprana aptitud y gusto por el estudio de la mecánica. Al final de su adolescencia, durante el año anterior a ingresar a la universidad, entró a trabajar como aprendiz en el taller de Edward Hayes, un conocido constructor naval en Stony Stratford, donde obtuvo experiencia práctica en la fabricación y acondicionamiento de vapores costeros (y por lo tanto obtuvo una apreciación temprana del valor práctico de comprender la dinámica de fluidos).
Asistió al Queens' College (Cambridge) y se graduó en 1867 como el séptimo wrangler en matemáticas. Había elegido estudiar matemáticas en Cambridge porque, en sus propias palabras en su solicitud para la cátedra de 1868, "Desde que tengo memoria, he tenido un gusto irresistible por la mecánica y las leyes físicas en las que se basa la mecánica como ciencia. .. mi atención se fijó en varios fenómenos mecánicos, para cuya explicación descubrí que un conocimiento de las matemáticas era esencial". Durante el año inmediatamente posterior a su graduación en Cambridge, volvió a ocupar un puesto en una empresa de ingeniería, esta vez como ingeniero civil en ejercicio en el sistema de transporte de aguas residuales de Londres (Croydon). En 1868 fue nombrado profesor de ingeniería en el Owens College en Mánchester (posteriormente, la Universidad de Mánchester), convirtiéndose ese año en uno de los primeros profesores en la historia universitaria del Reino Unido en ostentar el título de "Profesor de Ingeniería". Esta cátedra había sido creada y financiada recientemente por un grupo de industriales manufactureros en el área de Mánchester, y también tuvieron un papel destacado en la selección de Reynolds, de 25 años, para ocupar el puesto.
Reynolds permaneció en el Owens College por el resto de su carrera: en 1880, la universidad se convirtió en el centro constituyente de la entonces recién fundada Universidad Victoria.  Fue elegido Miembro de la Royal Society en 1877 y recibió la Medalla Real en 1888. Se retiró en 1905 y murió debido a un proceso gripal el 21 de febrero de 1912 en Watchet (Somerset). Fue enterrado en la Iglesia de San Decuman, Watchet.

## Mecánica de fluidos

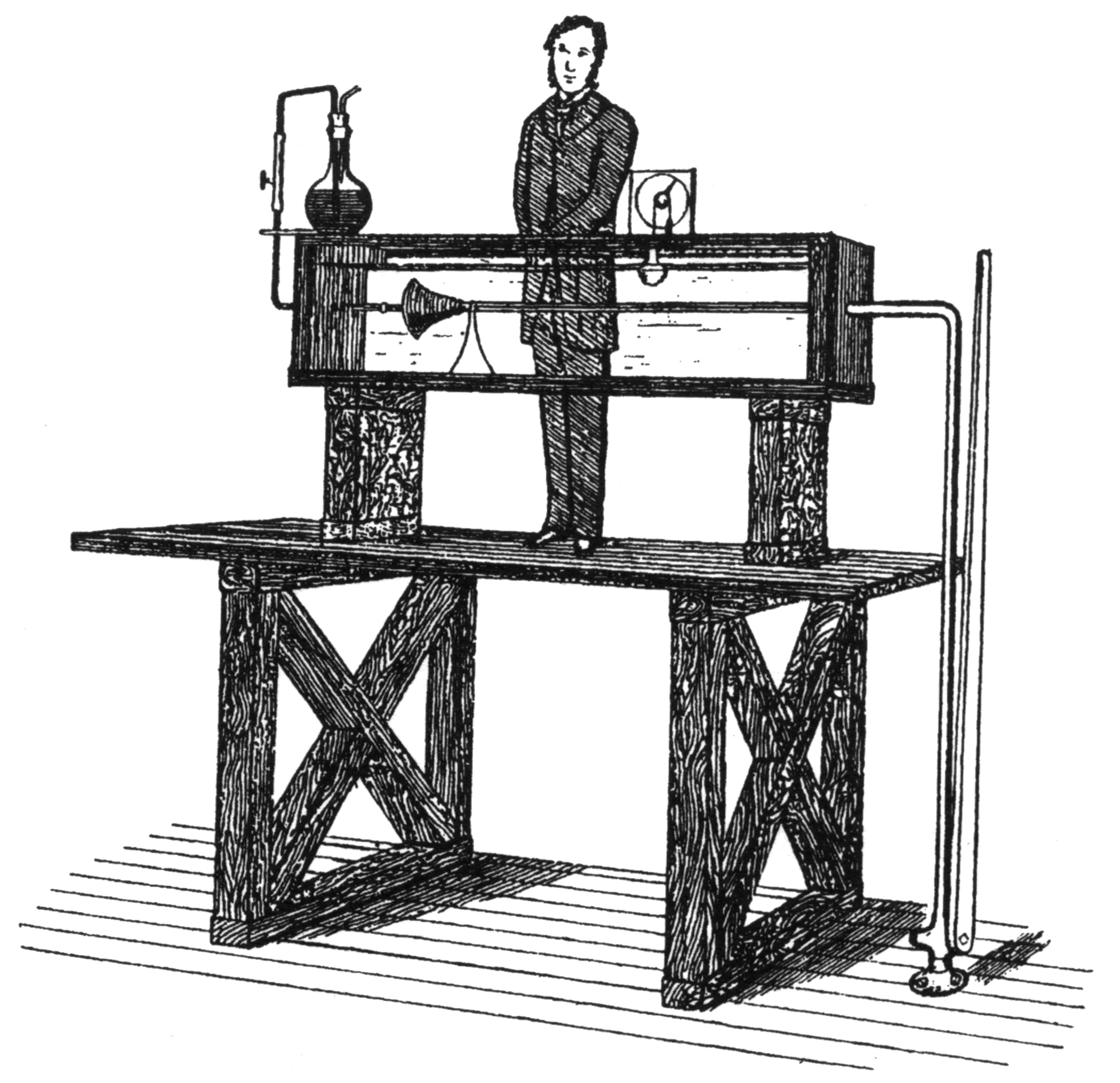
Experimento de Reynolds sobre dinámica de fluidos en tuberías

Las observaciones de Reynolds sobre la naturaleza del flujo en sus experimentos

Los trabajos de Reynolds más conocidos se centraron en las condiciones en las que fluye un fluido en las tuberías en  transición de flujo laminar a turbulento.
En 1883, Reynolds demostró cómo se produce la transición a flujo turbulento en un experimento clásico en el que examinó el comportamiento del flujo de agua bajo diferentes caudales utilizando un pequeño chorro de agua teñida introducido en el centro del flujo en una tubería más grande.
El tubo más grande era de vidrio para poder observar el comportamiento de la capa de flujo teñido, y al final de este tubo había una válvula de control de flujo que se usaba para variar la velocidad del agua dentro del tubo. Cuando la velocidad era baja, la capa teñida permanecía definida en toda la longitud del tubo grande. Pero cuando se aumentaba la velocidad, la capa se interrumpía en un punto dado y se difundía en la sección transversal del fluido. El punto en el que producía este fenómeno fue identificado como el punto de transición de flujo laminar a turbulento.
De estos experimentos surgió el número de Reynolds adimensional para la similitud dinámica: la relación entre las fuerzas inerciales y las fuerzas viscosas. Reynolds también propuso lo que ahora se conoce como Promedio de Reynolds de flujos turbulentos, donde cantidades como la velocidad se expresan mediante la suma de los componentes medios y fluctuantes. Tal promediado permite una descripción 'a granel' del flujo turbulento, por ejemplo, utilizando las ecuaciones de Navier-Stokes con promedio de Reynolds.
Las contribuciones de Reynolds a la mecánica de fluidos no pasaron desapercibidas para los diseñadores de barcos ("arquitectos navales"). La capacidad de hacer un modelo a pequeña escala de un barco y extraer datos predictivos útiles con respecto a un barco de tamaño completo depende directamente de que el experimentador aplique los principios de turbulencia de Reynolds a los cálculos de arrastre por fricción, junto con una aplicación adecuada de las teorías de William Froude sobre la energía gravitatoria y de propagación de las olas. El propio Reynolds publicó una serie de artículos sobre el diseño de barcos en las "Transactions of the Institution of Naval Architects".

## Publicaciones
Sus publicaciones sobre dinámica de fluidos comenzaron a principios de la década de 1870. Su modelo teórico final, publicado a mediados de la década de 1890, sigue siendo el marco matemático estándar que se utiliza en la actualidad. A continuación figuran algunos ejemplos de títulos de sus informes más innovadores:
- «An experimental investigation of the circumstances which determine whether the motion of water shall be direct or sinuous, and of the law of resistance in parallel channels». Proceedings of the Royal Society of London 35 (224–226): 84-99. 1883. Bibcode:1883RSPS...35...84R. doi:10.1098/rspl.1883.0018.
- «On the dynamical theory of incompressible viscous fluids and the determination of the criterion». Proceedings of the Royal Society of London 56 (336–339): 40-45. 1894.
- Papers on mechanical and physical subjects 1. Cambridge. 1900.
- Papers on mechanical and physical subjects 2. Cambridge. 1901.
- Papers on mechanical and physical subjects 3. Cambridge. 1903.
- The Sub-Mechanics of the Universe. Cambridge. 1903.
- «On the dilatancy of media composed of rigid particles in contact. With experimental illustrations». Philosophical Magazine. Series 5 20 (127): 469-481. 1885. ISSN 1941-5982. doi:10.1080/14786448508627791. «id zenodo: 1431173».
- «On Certain Dimensional Properties of Matter in the Gaseous State. Part I. Experimental Researches on Thermal Transpiration of Gases through Porous Plates and on the Laws of Transpiration and Impulsion, Including an Experimental Proof That Gas is Not a Continuous Plenum. Part II. On an Extension of the Dynamical Theory of Gas, Which Includes the Stresses, Tangential and Normal, Caused by a Varying Condition of Gas, and Affords an Explanation of the Phenomena of Transpiration and Impulsion». Philosophical Transactions of the Royal Society of London 170: 727-845. 1879. ISSN 0261-0523. doi:10.1098/rstl.1879.0078.
- Memoir of James Prescott Joule. Cambridge University Press. 2011 (1ª ed. 1892). ISBN 978-1-108-02880-6.
- con Nicolaus Petrow, Arnold Sommerfeld, Ludwig Hopf: Abhandlungen über die hydrodynamische Theorie der Schmiermittelreibung. (Tratados sobre la teoría hidrodinámica de la fricción lubricante). Akademische Verlagsgesellschaft, Leipzig 1927. (en alemán)

## Otros trabajos
Reynolds publicó unos setenta informes de investigación en ciencia e ingeniería. Cuando hacia el final de su carrera se volvieron a publicar como una colección, llenaron tres volúmenes. Para un breve catálogo de ellos véanse los Enlaces externos. Además de la dinámica de fluidos, las áreas cubiertas incluyeron la termodinámica, la teoría cinética de gases, la condensación de vapor, la propulsión de barcos de hélice de tornillo, la propulsión de barcos de tipo turbina, los frenos hidráulicos, la lubricación hidrodinámica, y los aparatos de laboratorio para una mejor medición del equivalente mecánico del calor generado por un julio de energía. Por su trabajo en lubricación, Duncan Dowson lo nombró uno de los 23 "Hombres de la tribología".
Uno de los temas que estudió Reynolds en la década de 1880 fueron las propiedades de los materiales granulares, incluida su dilatancia. En 1903 apareció su libro de 250 páginas "The sub-mechanics of the Universe" (La Sub-Mecánica del Universo), en el que trató de generalizar la mecánica de los materiales granulares por ser "capaces de dar cuenta de toda la evidencia física, tal como la conocemos, en el Universo". Su objetivo parece haber sido construir una teoría del éter, que consideraba en estado líquido. Las ideas eran extremadamente difíciles de comprender o evaluar y, en cualquier caso, fueron superadas por otros desarrollos de la física de la misma época.

## Eponimia
- Además de distintos conceptos físicos, el cráter Reynolds de Marte lleva este nombre en su honor.[14]